# Enriquecimiento de uranio

Niveles de uranio en muestras naturales, enriquecidas levemente y enriquecidas para uso en armas nucleares.

El enriquecimiento de uranio es el proceso al cual es sometido el uranio-235 para aumentar la proporción del  isótopo 235U. El uranio natural se compone principalmente del isótopo 238U, con una proporción en peso de alrededor del 0,7 % de 235U, el único isótopo en cantidad apreciable existente en la naturaleza que es fisionable mediante neutrones térmicos. Durante el enriquecimiento, el contenido porcentual de 235U en el uranio natural se incrementa gracias al proceso de separación de isótopos.
Puesto que los diferentes isótopos del uranio son químicamente indistinguibles, ya que la corteza electrónica de todos ellos tiene la misma estructura, es necesario aprovechar las diferencias en propiedades físicas como la masa (mediante difusión gaseosa o centrifugación) o las pequeñas diferencias en las energías de transición entre niveles de los electrones (mediante excitación diferencial con láser) para aumentar la proporción de 235U con respecto al valor que se encuentra en la naturaleza.
El proceso de enriquecimiento se aplica tras haber separado el uranio de las impurezas por medios químicos. En el método históricamente utilizado a escala industrial, la difusión gaseosa, el uranio se encuentra en forma de hexafluoruro de uranio. Tras el enriquecimiento, el hexafluoruro de uranio es transformado en plantas químicas especiales en dióxido de uranio, material cerámico que se utiliza finalmente como combustible en los reactores nucleares.
En el proceso de diferencia de masas se basan el método de difusión a través de membranas y los calutrones. En las diferencias en los niveles energéticos, se basa la separación por rayos láser.
Las técnicas necesarias para el enriquecimiento son suficientemente complejas como para necesitar un laboratorio avanzado y de importantes inversiones de capital, pero lo suficientemente sencillas como para estar al alcance de prácticamente cualquier país del mundo. En las condiciones de operación de los reactores comerciales de agua ligera, el isótopo 235U presenta una sección eficaz de fisión nuclear mayor que los otros nucleidos del uranio. Para conseguir una tasa de fisiones suficientemente alta como para mantener la reacción en cadena es necesario aumentar la proporción del nucleido 235Uranio en el combustible nuclear de tales centrales.
En el Proyecto Manhattan al uranio enriquecido se le denominó en código oralloy, abreviatura de Oak Ridge alloy (aleación), por la planta en la que el uranio era enriquecido. El término oralloy todavía se usa en ocasiones para referirse al uranio enriquecido.
El 238uranio que permanece tras el enriquecimiento es conocido como uranio empobrecido, y es considerablemente menos radiactivo incluso que el uranio natural, a pesar de que es extremadamente denso y útil para vehículos blindados y armas para atravesar blindajes y otras aplicaciones en las que se requiera una alta densidad.
Hay alrededor de 2,000 toneladas de uranio altamente enriquecido en el mundo, producido principalmente para energía nuclear, armas nucleares, propulsión naval y cantidades menores para reactores de investigación.

## Grados
El uranio tal como se extrae directamente de la Tierra no es adecuado como combustible para la mayoría de los reactores nucleares y requiere procesos adicionales para hacerlo utilizable (el diseño CANDU es una excepción notable). El uranio se extrae ya sea de manera subterránea o en una mina a cielo abierto, dependiendo de la profundidad a la que se encuentre. Después de extraer el mineral de uranio, debe pasar por un proceso de molienda para extraer el uranio del mineral. Esto se logra mediante una combinación de procesos químicos, cuyo producto final es óxido de uranio concentrado, conocido como óxido de uranio, que contiene aproximadamente un 80 % de uranio, mientras que el mineral original típicamente contiene tan solo un 0.1 % de uranio.

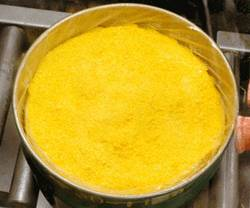
Un bidón de óxido de uranio (mezcla de precipitados de uranio).

Este óxido de uranio se procesa más para obtener la forma deseada de uranio adecuada para la producción de combustible nuclear. Una vez completado el proceso de molienda, el uranio debe someterse a un proceso de conversión, "ya sea a dióxido de uranio, que puede usarse como combustible para aquellos tipos de reactores que no requieren uranio enriquecido, o a hexafluoruro de uranio, que puede enriquecerse para producir combustible para la mayoría de los tipos de reactores". El uranio que se encuentra de manera natural está compuesto por una mezcla de 235U y 238U. El 235U es fisible, lo que significa que se divide fácilmente con neutrones, mientras que el resto es 238U, pero en la naturaleza, más del 99 % del mineral extraído es 238U. La mayoría de los reactores nucleares requieren uranio enriquecido, que es uranio con concentraciones más altas de 235U, que varían entre 3.5 % y 4.5 % (aunque algunos diseños de reactores que utilizan un moderador de grafito o agua pesada, como el RBMK y el CANDU, son capaces de operar con uranio natural como combustible). Existen dos procesos comerciales de enriquecimiento: difusión gaseosa y centrifugación de gas. Ambos procesos de enriquecimiento involucran el uso de hexafluoruro de uranio y producen óxido de uranio enriquecido.

### Uranio altamente enriquecido (Highly enriched uranium (HEU))

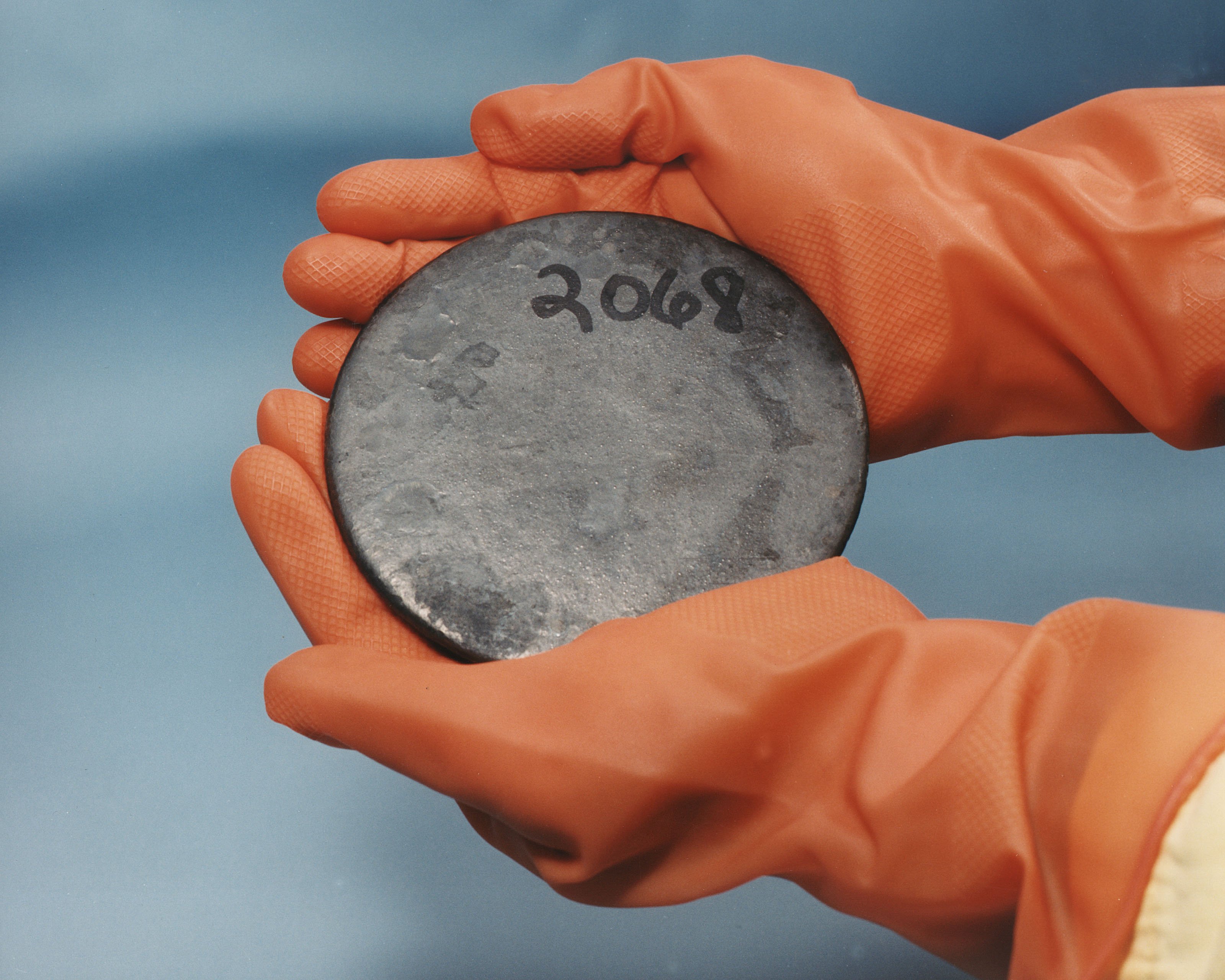
Un lingote de uranio altamente enriquecido.

El uranio altamente enriquecido tiene una concentración superior al 20 % de. 235U. Este alto nivel de enriquecimiento es esencial para las armas nucleares y ciertos diseños especializados de reactores. El uranio fisible en los núcleos de las armas nucleares generalmente contiene un 85 % o más de 235U, conocido como grado armamentístico, aunque teóricamente, para un diseño de implosión, un mínimo del 20 % podría ser suficiente (llamado nivel para armas), aunque requeriría cientos de kilogramos de material y "no sería práctico de diseñar"; incluso un enriquecimiento más bajo es hipotéticamente posible, pero a medida que disminuye el porcentaje de enriquecimiento, la masa crítica para neutrones rápidos no moderados aumenta rápidamente, requiriéndose, por ejemplo, una masa infinita de uranio al 5.4 % de 235U. Para experimentos de criticidad, se ha logrado enriquecer uranio a más del 97 %.
La primera bomba de uranio, Little Boy, lanzada por los Estados Unidos sobre Hiroshima en 1945, utilizó 64 kilogramos (141 libras) de uranio enriquecido al 80 %. Envolver el núcleo fisible del arma en un reflector de neutrones (lo cual es estándar en todos los explosivos nucleares) puede reducir drásticamente la masa crítica. Debido a que el núcleo estaba rodeado por un buen reflector de neutrones, en la explosión comprendió casi 2.5 masas críticas. Los reflectores de neutrones, la compresión del núcleo fisible mediante implosión, el impulso de fusión y el "tamping", que ralentiza la expansión del núcleo fisible con inercia, permiten diseños de armas nucleares que utilizan menos de lo que sería una masa crítica de esfera desnuda a densidad normal. La presencia de demasiado isótopo 238U inhibe la reacción en cadena nuclear descontrolada responsable del poder del arma. La masa crítica para uranio altamente enriquecido al 85 % es de aproximadamente 50 kilogramos (110 libras), que a densidad normal sería una esfera de unos 17 centímetros (6.7 pulgadas) de diámetro.
Las armas nucleares estadounidenses posteriores generalmente usan plutonio-239 en la etapa primaria, pero la etapa secundaria del revestimiento o tampón, que es comprimida por la explosión nuclear primaria, a menudo usa HEU con un enriquecimiento entre el 40 % y el 80 % junto con el combustible de fusión de deuteruro de litio. Este diseño de múltiples etapas mejora la eficiencia y efectividad de las armas nucleares, permitiendo un mayor control sobre la liberación de energía durante la detonación. Para la etapa secundaria de una gran arma nuclear, la mayor masa crítica de uranio menos enriquecido puede ser una ventaja, ya que permite que el núcleo contenga una mayor cantidad de combustible en el momento de la explosión. Esta estrategia de diseño optimiza el rendimiento explosivo y la eficiencia de los sistemas avanzados de armas nucleares. El 238U no se considera fisible, pero aún es fisionable por neutrones rápidos (>2 MeV), como los producidos durante la fusión D-T.
El HEU también se utiliza en reactores de neutrones rápidos, cuyos núcleos requieren alrededor del 20 % o más de material fisible, así como en reactores navales, donde a menudo contiene al menos un 50 % de 235U, pero típicamente no excede el 90 %. Estos sistemas de reactores especializados dependen del uranio altamente enriquecido para sus requisitos operativos únicos, incluyendo un alto flujo de neutrones y un control preciso sobre la dinámica del reactor. El prototipo del reactor rápido comercial Fermi-1 utilizó HEU con un 26.5 % de 235U. Cantidades significativas de HEU se utilizan en la producción de isótopos médicos, como el molibdeno-99 para generadores de tecnecio-99m. La industria médica se beneficia de las propiedades únicas del uranio altamente enriquecido, que permiten la producción eficiente de isótopos críticos esenciales para la imagenología diagnóstica y aplicaciones terapéuticas.

### Uranio de bajo enriquecimiento de alto ensayo (High-assay LEU (HALEU))
El uranio de bajo enriquecimiento de alto ensayo (HALEU) se enriquece entre un 5 % y un 20 % y se utiliza en muchos diseños de pequeños reactores modulares (SMR por sus siglas en inglés). El uranio de bajo enriquecimiento fresco utilizado en reactores de investigación suele enriquecerse entre un 12 % y un 19.75 % de 235U; esta última concentración se usa para reemplazar los combustibles de uranio altamente enriqueci al convertirlos en uranio de bajo enriquecimiento.

### Uranio de bajo enriquecimiento (Low-enriched uranium (LEU))
El uranio de bajo enriquecimiento tiene una concentración inferior al 20 % de 235U.
Para uso en los reactores de agua ligera comerciales (LWR=Light water reactor), los más extendidos mundialmente, el uranio está enriquecido del 3 al 5 % con 235U. No hay un riesgo directo de explosión. El LEU utilizado en reactores para investigación está enriquecido del 12 % al 19,75 % con 235U, siendo la concentración más alta para sustituir a los combustibles de alto enriquecimiento por los de bajo enriquecimiento.

### Uranio ligeramente enriquecido (Slightly enriched uranium (SEU))
El uranio ligeramente enriquecido tiene una concentración de 235U entre 0,9 y 2 %.
Este nuevo nivel está siendo utilizado para sustituir el combustible de uranio natural en algunos reactores de agua pesada tales como el CANDU. Los costes se rebajan porque requieren menos uranio y con menos haces se alimenta el reactor, lo que a su vez reduce la cantidad de combustible gastado y los consiguientes costes de gestión de residuos.
El Uranio recuperado (Recovered uranium (RU)) es una variación del SEU. Está basado en el ciclo de combustible implicado en los reactores de agua ligera.

## Métodos de enriquecimiento
La separación de isótopos es una actividad difícil y que requiere intensa energía. Enriquecer uranio es difícil porque los dos isótopos son muy similares en peso: el 238U es solo un 1,27 % más pesado que el 235U. Se han utilizado varias técnicas para el enriquecimiento, y otras más están en fase de investigación. En general, estos métodos explotan las ligeras diferencias en el peso atómico de los varios isótopos. Se han realizado trabajos que usarían la resonancia magnética nuclear, aunque no se conoce si estos procesos han sido puestos en producción comercial.
Actualmente, existen dos métodos comerciales genéricos empleados internacionalmente para el enriquecimiento: la difusión gaseosa (conocida como de primera generación) y la centrifugación de gas (de segunda generación), que consume solo entre un 2 % y un 2.5 % de la energía que consume la difusión gaseosa.

### Técnicas de difusión

#### Difusión térmica
La difusión térmica utiliza el intercambio de calor a través de una delgada capa de líquido o gas para conseguir la separación de isótopos. El proceso se beneficia del hecho de que las más ligeras moléculas de gas del 235U, se difundirán hacia la superficie caliente, mientras que las más pesadas del 238U, lo harán hacia la superficie más fría. Durante la Segunda Guerra Mundial se utilizó la planta de Oak Ridge para preparar el material requerido para el proceso EMIS (ver más abajo: Separación electromagnética de isótopos). El proceso fue abandonado en favor del uso de la difusión gaseosa.

#### Difusión gaseosa
La difusión gaseosa es una tecnología utilizada para producir uranio enriquecido que consiste en forzar al gas de hexafluoruro de uranio a través de una membrana semi-permeable, lo que produce una ligera separación entre las moléculas que contienen 235U y las que contienen 238U. A lo largo de la Guerra fría, la difusión gaseosa jugó un papel importante en la técnica del enriquecimiento de uranio, a pesar de lo cual actualmente ha sido casi por completo sustituida por nuevos métodos. 

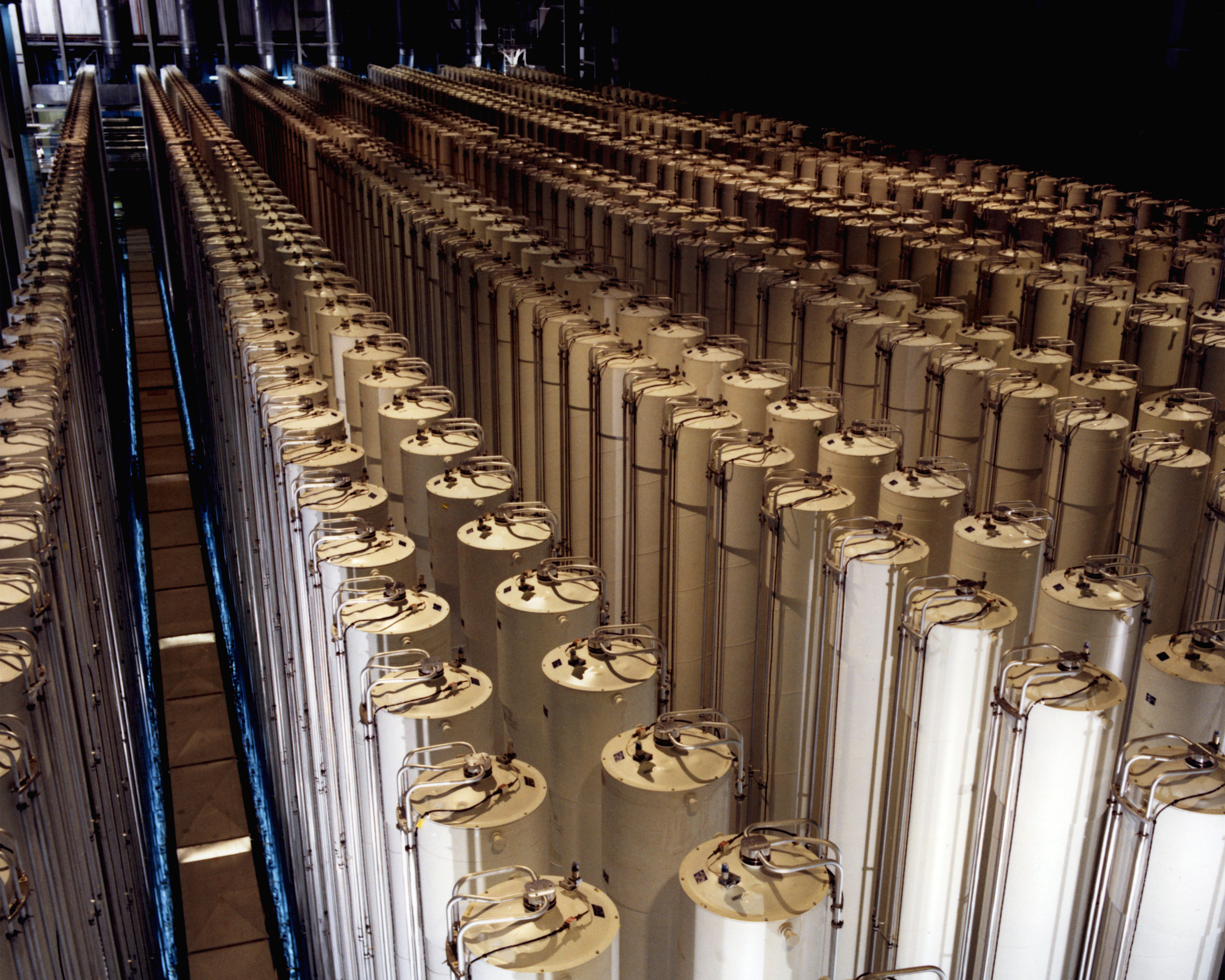
Planta de enriquecimiento de uranio mediante una cascada de centrifugadoras de gas.

### Técnicas de centrifugado

#### Gas centrifugado
El proceso de gas centrifugado utiliza un gran número de cilindros rotativos en formaciones en paralelo y en serie. Esta rotación crea una fuerza centrífuga muy fuerte, de modo que las moléculas más pesadas que contienen 238U, se desplazan hacia la parte exterior del cilindro, mientras que las más ligeras del 235U se recogen más cercanas al centro. Este proceso requiere mucha menos energía que el viejo de difusión gaseosa, para conseguir la misma separación, por lo que lo ha prácticamente remplazado por completo.

Diagrama de los principios de una centrifugadora Zippe con el U-238 representado en azul oscuro y el U-235 representado en azul claro.

#### El centrifugado Zippe
El centrifugado Zippe es una mejora sobre el centrifugado de gas convencional, siendo la principal diferencia el uso del calor. Se calienta el fondo de los cilindros rotativos, provocando corrientes que mueven hacia la zona superior el 235U, donde puede ser recogido mediante paletas. Este diseño de centrifugado mejorado es utilizado por la compañía comercial Urenco para producir combustible nuclear. También, este proceso fue utilizado por  Pakistán en su programa de armas nucleares, y el gobierno pakistaní vendió la tecnología Zippe a Corea del Norte e Irán, permitiendo a ambos países el desarrollo de su propia industria nuclear.

### Métodos de separación por láser
Los procesos Láser constituyen posiblemente una tercera generación tecnológica que promete menos requerimientos de aportación de energía, más bajos costes de capital, y reducción de pruebas, todo lo cual suponen ventajas económicas significativas.

#### Separación de isótopos por láser de vapor atómico (AVLIS,Atomic Vapor Laser Isotope Separation)
Es un método en el que se utilizan láseres especialmente afinados para separar isotopos de uranio, mediante la selectiva ionización en transiciones hiperfinas. La técnica utiliza láseres que están ajustados a frecuencias que ionizan los átomos de 235U pero no otros. El 235U con carga de iones positivos es entonces atraído a una bandeja cargada negativamente y recogido.

#### Separación de isótopos por láser molecular (MLIS,Molecular Laser Isotope Separation)
En este método, un láser de infrarrojos es dirigido al gas de hexafluoruro de uranio, excitando las moléculas que contienen un átomo de 235U. Un segundo láser libera un átomo de flúor, extrayendo el pentafluoruro de uranio que precipita desde el gas.

#### Separación de isótopos por excitación láser (SILEX,Separation of Isotopes by Laser Excitation)
La separación de isótopos por excitación láser es un desarrollo australiano que también utiliza UF6. Después de un prolongado proceso de desarrollo que involucró a la empresa de enriquecimiento estadounidense USEC adquiriendo y luego renunciando a los derechos de comercialización de la tecnología, GE Hitachi Nuclear Energy (GEH) firmó un acuerdo de comercialización con Silex Systems en 2006. GEH ha construido desde entonces un bucle de prueba de demostración y anunció planes para construir una instalación comercial inicial. Los detalles del proceso están clasificados y restringidos por acuerdos intergubernamentales entre Estados Unidos, Australia y las entidades comerciales. Se proyecta que SILEX sea un orden de magnitud más eficiente que las técnicas de producción existentes, pero nuevamente, la cifra exacta está clasificada. En agosto de 2011, Global Laser Enrichment, una subsidiaria de GEH, solicitó a la Comisión Reguladora Nuclear de EE. UU. (NRC) un permiso para construir una planta comercial. En septiembre de 2012, la NRC emitió una licencia para que GEH construya y opere una planta de enriquecimiento comercial SILEX, aunque la empresa aún no había decidido si el proyecto sería lo suficientemente rentable como para comenzar la construcción, y a pesar de las preocupaciones de que la tecnología podría contribuir a la proliferación nuclear. El miedo a la proliferación nuclear surgió en parte debido a que la tecnología de separación por láser requiere menos del 25 % del espacio de las técnicas de separación típicas, así como solo la energía necesaria para alimentar 12 casas típicas, poniendo a una planta de separación por láser que funciona mediante excitación láser muy por debajo del umbral de detección de las tecnologías de vigilancia existentes. Debido a estas preocupaciones, la Sociedad Americana de Física presentó una petición a la NRC, pidiendo que antes de que se construyan plantas de excitación por láser, se realice una revisión formal de los riesgos de proliferación. La APS incluso llegó a calificar la tecnología como un "cambio de juego" debido a la capacidad de ser oculta de cualquier tipo de detección.

### Otros métodos

#### Procesos aerodinámicos

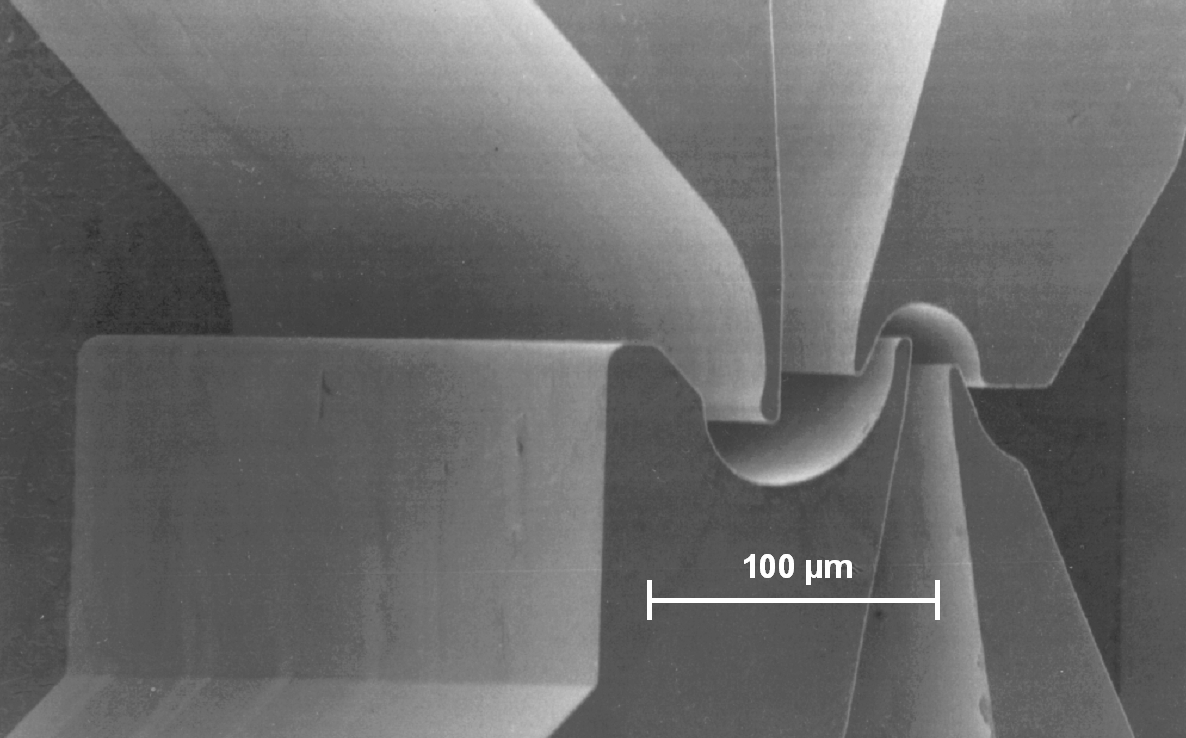
El proceso de fabricación LIGA basado en rayos X se desarrolló originalmente en el Forschungszentrum Karlsruhe (Alemania) para producir toberas destinadas al enriquecimiento de isótopos.

Los procesos de enriquecimiento aerodinámicos incluyen las técnicas "Becker Jet Nozzle" desarrolladas por EW Becher y asociados, y el proceso de separación en el tubo vórtex. Este proceso de separación aerodinámica, se basa en la difusión provocada por gradientes de presión, tal como en el proceso del gas centrifugado, y de hecho, el proceso aerodinámico puede ser considerado un centrifugado no rotativo. La obtención de las fuerzas centrífugas se consigue por una dilución de UF6, con hidrógeno o helio como gas de transporte que alcanza una mayor velocidad de flujo de la que se obtendría si se utilizara hexafluoruro de uranio puro. La Uranium Enrichment Corporation of South Africa (UCOR) desarrolló el proceso de separación Helikon vortex, basado en el tubo vórtex y en Brasil, NUCLEI, un consorcio dirigido por Industrias Nucleares do Brasil, construyó una planta de experimentación. Como ambos procesos implicaban un alto consumo de energía y requisitos notables para la retirada de los residuos del calor, actualmente no están en uso.

#### Separación Electromagnética de Isótopos
Conocido por la abreviatura de su denominación inglesa (Electromagnetic Isotope Separation) como EMIS.  El uranio metálico, previamente es vaporizado, es ionizado con iones cargados positivamente. Entonces, son acelerados y subsiguientemente deflectados por campos magnéticos hacia sus respectivos puntos de recogida. Un espectómetro de masas a nivel de producción, llamado Calutrón, desarrollado durante la Segunda Guerra Mundial y que proporcionó la mayoría del 235U utilizado en la bomba nuclear Little Boy que se lanzó sobre Hiroshima en 1945. Exactamente, el término 'Calutron' hace referencia a un aparato de varios componentes situado en un gran óvalo alrededor de un potente electromagneto. La separación magnética se ha prácticamente abandonado en favor de métodos más efectivos; no obstante, los inspectores internacionales encontraron que Irak había construido en secreto docenas de calutrones, supuestamente para el desarrollo de una bomba nuclear.

#### Métodos químicos
Se han realizado demostraciones para una planta piloto de un procedimiento químico, pero no ha sido utilizado. El proceso francés CHEMEX explotó una muy ligera diferencia en la propensión de los dos isótopos a cambiar de valencia en la oxidación/reducción, utilizando fases acuosas inmiscibles y orgánicas. Se desarrolló un procedimiento de intercambio iónico por parte de la Asahi Chemical Company en Japón que utiliza una química similar pero que realiza la separación bajo el intercambio iónico de las propiedades de una columna de resina.

#### Separación de plasma
El proceso de Separación de plasma (PSP) describe una técnica potencialmente más eficiente para el enriquecimiento de uranio que utiliza el magnetismo de superconductores  y la física de plasma. En este proceso, se utiliza el principio del ciclotrón para, selectivamente, potenciar el isótopo 235U en un plasma que contiene una mezcla de iones. Los franceses han desarrollado su propia versión del PSP, a la cual denominan RCI. La dotación de fondos para el RCI se redujo drásticamente en 1986, y el programa se suspendió hacia 1990, a pesar de que todavía se usa el RCI para la separación estable de isótopos.

## La unidad de trabajo de separación: SWU (separative work unit)
La  Unidad de Trabajo de Separación (UTS o SWU en inglés) es una unidad de medida compleja que está en función de la masa de uranio procesado y el grado al cual va a ser enriquecido, es decir, el alcance del incremento en la concentración del isótopo 235U, con relación al resto.
El trabajo de separación se expresa en SWUs, kg SW, o kg UTA (del alemán Urantrennarbeit).
- 1 SWU = 1 kg SW = 1 kg UTA
- 1 kSWU = 1 tSW = 1 t UTA
- 1 MSWU = 1 ktSW = 1 kt UTA

La unidad, estrictamente, es: Kilogramo de Separative Work Unit y mide la cantidad de trabajo de separación (indicativa de la energía usada en el enriquecimiento) en el que la materia prima, los residuos y la cantidad de producto están expresados en kg. El esfuerzo gastado en separar una masa F de la materia prima tratada xf en una masa P de producto elaborado xp (producto enriquecido) y los residuos (colas) de masa T y producto xt, se expresa en términos del número de unidades de trabajo separativo necesitadas, dada por la expresión:
SWU = PV(xp) + TV(xt) - FV(xf), en la que V(x) es la "función valor", definida como V(x) = (1 - 2x) ln((1 - x)/x). 
El ratio entre materia prima y producto se obtiene de la fórmula:
F/P = (xp - xt)/(xf - xt). 
El ratio de residuos (colas) con el producto es dada por la fórmula:
T/P = (xp - xf)/(xf - xt). 
Si, por ejemplo, se empieza con 100 kg de uranio natural (NU), se requieren alrededor de 60 SWU para producir 10 kg de uranio de bajo enriquecimiento (LEU) con un contenido en 235U del 4,5 %, en unas colas de ensayo de 0,3 %.
El número de Unidades de trabajo separativo proporcionado por un equipo de enriquecimiento es directamente proporcional a la cantidad de energía que el equipo consume. Las plantas modernas de difusión gaseosa normalmente requieren de 2.400 a 2.500 kWh de electricidad por SWU, mientras que las plantas de gas centrifugado solo precisan de 50 a 60 kWh por SWU.

### Ejemplo
Una gran planta de energía nuclear con una capacidad de generación eléctrica neta de 1300 MW requiere anualmente cerca de 25 t de LEU con una concentración de 235U de 3,75 %. Esta cantidad se produce a partir de 210 t de NU (uranio natural) y utilizando alrededor de 120.000 SWU. Por tanto, una planta de enriquecimiento con una capacidad de 1000 kSWU/año, es capaz de enriquecer el uranio necesario para alimentar ocho grandes centrales nucleares.

## Temas de Costes
Además de las Unidades de Trabajo de Separación proporcionadas por una instalación de enriquecimiento, el otro parámetro importante que debe tomarse en cuenta es la masa de uranio natural (NU) que es necesaria a fin de obtener la masa deseada de uranio enriquecido. Al igual que en el caso de las SWUs, el volumen de materia prima necesaria también dependerá del nivel de enriquecimiento que se desee y del 235U presente en el uranio agotado. Sin embargo, a diferencia del número de SWUs requeridos durante el proceso de enriquecimiento que se incrementan ante niveles menores de 235U en la corriente de tratamiento, el volumen de NU necesario disminuirá al disminuir los niveles de 235U al fin del proceso de uranio agotado.
Por ejemplo, en el enriquecimiento de uranio de bajo enriquecimiento (LEU) de utilización en un reactor de agua ligera es normal que la corriente enriquecida contenga el 3,6 % de 235U (frente al 0,7 % en el uranio natural) mientras que las corrientes agotadas contienen del 0,2 al 0,3 % de 235U. A fin de producir un kg de este LEU serían necesarios aproximadamente 8 kg de NU y 4,5 SWUs, en el caso de que la corriente de uranio agotado (DU) hubiera de tener 0,3 % de 235U. Por otra parte, si la corriente agotada tuviera solo 0,2 % de 235U, entonces solo se requerirían 6,7 kg de NU, pero cerca de 5,7 SWU de enriquecimiento. Puesto que el volumen necesario de NU y el número de SWUs requeridas durante el enriquecimiento tienen direcciones opuestas, si el NU es barato y los servicios de enriquecimiento son relativamente más caros, en este caso, los operadores normalmente elegirán que se deje más porcentaje de 235U en las corrientes de DU, mientras que, en el caso de que el NU sea relativamente más caro, elegirán lo opuesto.

## Rebajar la mezcla
Lo opuesto a enriquecer es rebajar la mezcla (downblending); el uranio de alto enriquecimiento (HEU), cuando lo es excesivamente, puede ser rebajado a LEU a fin de hacerlo adecuado para el uso como combustible nuclear comercial.

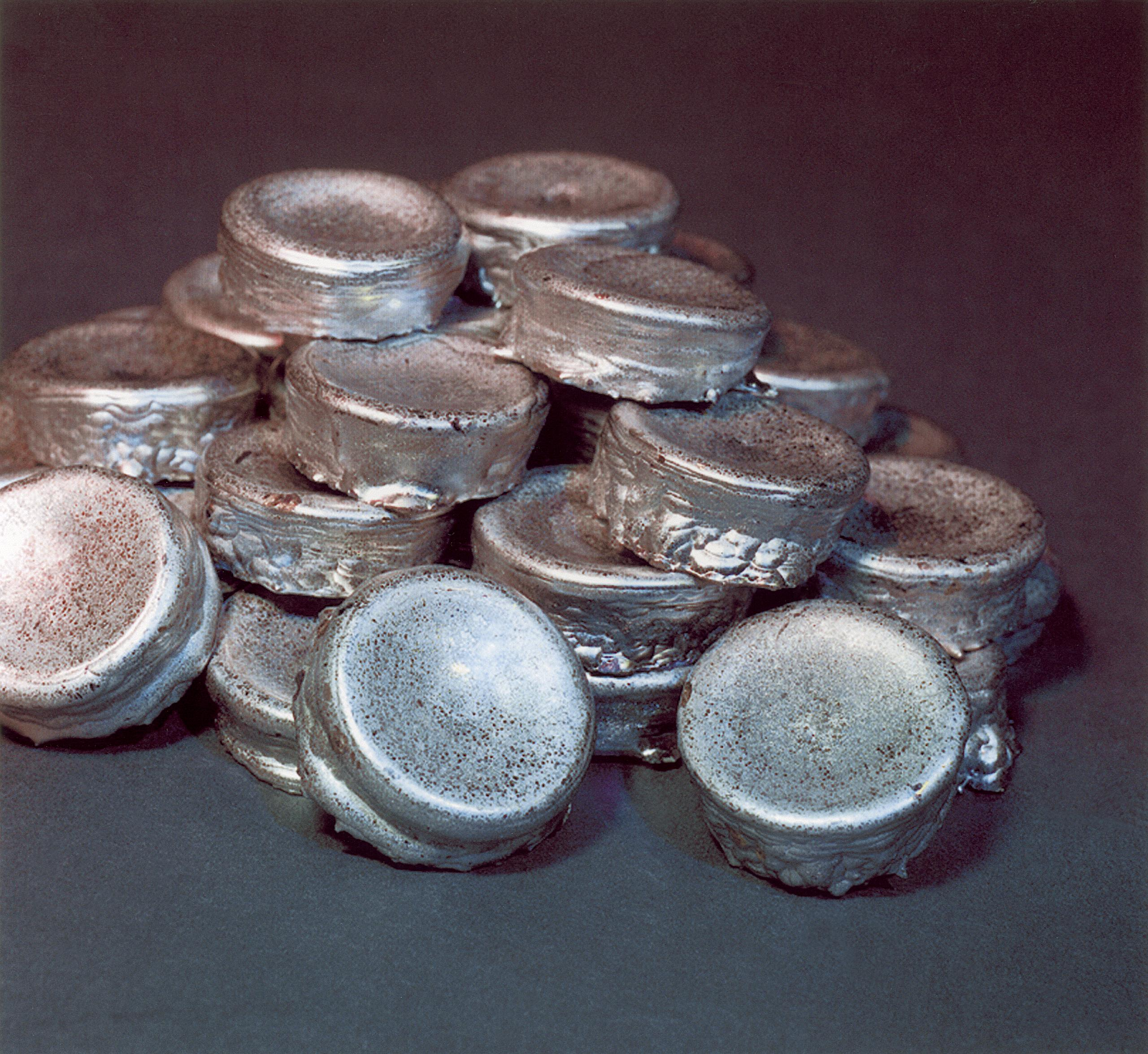
El uranio enriquecido producido en la planta LLNL se recogía en forma de pepitas del tamaño y grosor de varias monedas de 25 centavos.

El producto inicial HEU, puede contener isótopos de uranio no deseados: 234U, es un isótopo menor contenido en el uranio natural; durante el proceso de enriquecimiento, su concentración se incrementa incluso más que la de 235U. Altas concentraciones de 234U pueden causar excesivas exposiciones a la radiación de los trabajadores durante la elaboración del combustible; 236U es un subproducto de la irradiación en un reactor y puede estar contenido en el HEU, dependiendo de su historial de fabricación. El HEU reprocesado de la producción de material armamentístico nuclear (con una composición de un 50 % de 235U) puede contener concentraciones de 236U tan altas como un 25 %, produciendo concentraciones de aproximadamente el 1,5 % en el producto LEU mezclado. 236U es un veneno de neutrones; por ello, la concentración de 235U en el producto LEU debe ser elevado en consonancia para compensar la presencia de 236U.
El producto para la mezcla puede ser NU, o DU, no obstante, dependiendo de la calidad del producto a mezclar, el SEU con normalmente un 1,5% en peso de 235U puede ser utilizado como materia para la mezcla para diluir los subproductos indeseados que pudiera contener el HEU. La concentración de estos isótopos en el producto LEU en algunos casos puede exceder las especificaciones de la ASTM996 para el combustible nuclear, si se utilizasen el NU, o el DU. Por ello, la rebaja de la mezcla del HEU generalmente no contribuye a gestionar el problema de tratamiento de residuos planteado por la existencia de grandes cantidades de uranio agotado.
También, un análisis económico detallado de downblending realizado en Rusia sugiere que el enriquecimiento de mezcla consume incluso el 20 % más de SWU de las que pueden recuperarse. Esto significa que no se lleva a cabo ninguna recuperación en absoluto, y que todo el proceso es un despilfarro de SWU. Sin embargo hay casos en que pudiera estar justificado este tipo de mezclas como es el que se describe en el siguiente apartado.

## Uranio procedente del desmantelamiento de armas nucleares
Otra fuente de uranio es el procedente del desmantelamiento de cabezas nucleares. Esto se lleva a cabo bajo un programa denominado Megatones por Megavatios cuyo fin es eliminar, para uso militar, el uranio altamente enriquecido procedente de las cabezas nucleares desmanteladas, dentro de los acuerdos entre EE. UU. y Rusia. Esto se consigue mediante la mezcla de uranio altamentente enriquecido con uranio natural o de muy bajo enriquecimiento, así se obtiene un uranio ligeramente enriquecido que es utilizado en las centrales de EE. UU. Dentro de este programa, hasta el final del año 2009, 382 toneladas métricas de uranio altamente enriquecido se han trasformado en 11047 toneladas métricas de uranio ligeramente enriquecido, con ello se han eliminado el equivalente a 15294 cabezas nucleares.